# Grethe Ingmann

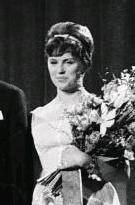
Grethe Ingmann in 1963

Grethe Ingmann, geboren als Grethe Clemmensen (Kopenhagen, 17 juni 1938 – Frederikssund, 18 augustus 1990) was een Deense zangeres.

## Biografie
In 1955 leerde ze Jørgen Ingmann kennen, een jaar later trouwde ze met hem. Ze vormden samen het zingende duo Grethe og Jørgen Ingmann. Ze deden mee aan Dansk Melodi Grand Prix, de Deense voorronde van het songfestival.
Ze wonnen het Eurovisiesongfestival 1963 voor Denemarken met het liedje "Dansevise". Het was het eerste Scandinavische liedje dat het festival won en het zou tot 1984 duren voor dat nog eens werd gedaan (Zweden won wel in 1974 maar met een Engels liedje). Zelf zou Denemarken pas in 2000 opnieuw het festival winnen (ook weer in het Engels).
Nadat Denemarken elf jaar wegbleef op het songfestival nam Grethe bij de terugkeer van het land in 1978 opnieuw deel aan de Dansk Melodi Grand Prix met het lied "Eventyr" en werd voorlaatste, een jaar later werd ze aan de zijde van Bjarne Liller gedeeld eerste met "Alt er skønt", maar Tommy Seebach kreeg de voorkeur op het duo. Ook in 1980 was ze van de partij, dit keer met "Hej hej det swinger", ze werd derde. Het was haar laatste optreden in deze wedstrijd.
Ingmann zong ooit een cover van "My broken souvenirs" onder de titel "En lille souvenir".
In 1975 ging het koppel Ingmann uit elkaar. Zij hertrouwden evenwel in de jaren 80. In 1990 overleed Grethe op 52-jarige leeftijd aan kanker.
1957: Birthe Wilke & Gustav Winckler · 
1958: Raquel Rastenni · 
1959: Birthe Wilke · 
1960: Katy Bødtger · 
1961: Dario Campeotto · 
1962: Ellen Winther · 
1963: Grethe & Jørgen Ingmann · 
1964: Bjørn Tidmand · 
1965: Birgit Brüel · 
1966: Ulla Pia · 
1978: Mabel · 
1979: Tommy Seebach · 
1980: Bamses Venner · 
1981: Tommy Seebach & Debbie Cameron · 
1982: Brixx · 
1983: Gry Johansen · 
1984: Hot Eyes · 
1985: Hot Eyes · 
1986: Trax · 
1987: Anne Cathrine Herdorf & Bandjo · 
1988: Hot Eyes · 
1989: Birthe Kjær · 
1990: Lonnie Devantier · 
1991: Anders Frandsen · 
1992: Lotte Nilsson & Kenny Lübcke · 
1993: Tommy Seebach Band · 
1995: Aud Wilken · 
1997: Kølig Kaj · 
1999: Michael Teschl & Trine Jepsen · 
2000: Olsen Brothers · 
2001: Rollo & King · 
2002: Malene · 
2004: Tomas Thordarson · 
2005: Jakob Sveistrup · 
2006: Sidsel Ben Semmane · 
2007: DQ · 
2008: Simon Mathew · 
2009: Niels Brinck · 
2010: Chanée & N'evergreen · 
2011: A Friend in London · 
2012: Soluna Samay · 
2013: Emmelie de Forest · 
2014: Basim · 
2015: Anti Social Media · 
2016: Lighthouse X · 
2017: Anja Nissen · 
2018: Rasmussen · 
2019: Leonora · 
2021: Fyr & Flamme · 
2022: REDDI · 
2023: Reiley · 
2024: Saba · 
2025: Sissal
1956: Lys Assia · 
1957: Corry Brokken · 
1958: André Claveau · 
1959: Teddy Scholten · 
1960: Jacqueline Boyer · 
1961: Jean-Claude Pascal · 
1962: Isabelle Aubret · 
1963: Grethe & Jørgen Ingmann · 
1964: Gigliola Cinquetti · 
1965: France Gall · 
1966: Udo Jürgens · 
1967: Sandie Shaw · 
1968: Massiel · 
1969: Frida Boccara, Lenny Kuhr, Salomé, Lulu · 
1970: Dana · 
1971: Séverine · 
1972: Vicky Leandros · 
1973: Anne-Marie David · 
1974: ABBA · 
1975: Teach-In · 
1976: Brotherhood of Man · 
1977: Marie Myriam · 
1978: Izhar Cohen & The Alphabeta · 
1979: Gali Atari & Milk & Honey · 
1980: Johnny Logan · 
1981: Bucks Fizz · 
1982: Nicole · 
1983: Corinne Hermès · 
1984: Herreys · 
1985: Bobbysocks · 
1986: Sandra Kim · 
1987: Johnny Logan · 
1988: Céline Dion · 
1989: Riva · 
1990: Toto Cutugno · 
1991: Carola Häggkvist · 
1992: Linda Martin · 
1993: Niamh Kavanagh · 
1994: Paul Harrington & Charlie McGettigan · 
1995: Secret Garden · 
1996: Eimear Quinn · 
1997: Katrina & the Waves · 
1998: Dana International · 
1999: Charlotte Nilsson · 
2000: Olsen Brothers · 
2001: Tanel Padar, Dave Benton & 2XL · 
2002: Marie N · 
2003: Sertab Erener · 
2004: Ruslana · 
2005: Elena Paparizou · 
2006: Lordi · 
2007: Marija Šerifović · 
2008: Dima Bilan · 
2009: Alexander Rybak · 
2010: Lena Meyer-Landrut · 
2011: Ell & Nikki · 
2012: Loreen · 
2013: Emmelie de Forest · 
2014: Conchita Wurst · 
2015: Måns Zelmerlöw · 
2016: Jamala · 
2017: Salvador Sobral · 
2018: Netta Barzilai ·
2019: Duncan Laurence ·
2021: Måneskin ·
2022: Kalush Orchestra ·
2023: Loreen ·
2024: Nemo
- Gemeinsame Normdatei: 1263220150
- International Standard Name Identifier: 0000 0004 0663 7109
- MusicBrainz: 216a239a-4e16-4a29-86da-4ad81fba7aa2
- Virtual International Authority File: 125076040